# Ласло Ковер
Ласло Ковер (мађ. Kövér László; Папа, 29. децембар 1959) је мађарски политичар и актуелни председник Народне скупштине Мађарске. Био је вршилац дужности председника Мађарске од 2. априла 2012. до 10. маја 2012, након оставке Пала Шмита.
Члан је и оснивач Фидеса од 1988. године и током прве владе Виктора Орбана обављао је функцију министра без портфеља за цивилне обавештајне службе. Године 2000. постављен је за председника странке, али је већ следеће године поднео оставку на ту функцију.

## Каријера
Ласло Ковер је рођен у граду Папа и један је од оснивача странке Фидес. Био је активни учесник опозиционог округлог стола - значајне фазе у мађарској транзицији - као и трилатералних политичких преговора 1989. године. Посланик је у Парламенту од 1990. године, сада је председник посланичке групе Фидес - Мађарска грађанска унија. Водио је своју политичку групу у Народној скупштини и у два мандата је председавао Одбором за националну безбедност. Био је министар без портфеља надлежан за службе цивилне националне безбедности за време првог Орбанове владе. Убрзо након тога, изабран је за председника Фидеса, ту дужност је обављао до 5. маја 2001.
У периоду од 1996. до 2009. године био је члан Управног одбора Мађарске асоцијације за грађанску сарадњу. Члан је Одбора Мађарске асоцијације међународне управе за заштиту деце од 1990. године, а председник исте је од 1994. године.
Изабран је за председника Народне скупштине Мађарске 22. јула 2010. Ковер је ту функцију преузео 5. августа, након што је његов претходник Пал Шмит заменио Ласла Шојома на месту председника Мађарске.
Након Шмитове оставке на место председника 2. априла 2012, Ковер је постао вршилац дужности председника Републике у складу са Уставом Мађарске . Народна скупштина је имала рок од 30 дана да изабере новог председника. Један од пет заменика председника парламента, Шандор Лешак је добио задатак да извршава права и одговорности председника Парламента. Ковер је поново изабран за председника парламента 6. маја 2014, а реизабран је 8. маја 2018. године.

### Лични живот
Његов деда по оцу био је столар и члан Мађарске социјалдемократске партије (СДПМ), касније Мађарске социјалистичке радничке партије (МСРП). Мајчини преци припадали су средњој класи . Његов деда по мајци био је таксиста. Родитељи су му били Ласло Ковер старији (1933—1993), бравар и Ержебет Абрахам (рођена 1939). Његов брат Шилард је правник. Ласло Ковер се оженио 1987. године, а супруга му је Марија Бек, професорка историје и етнографије у средњој школи. Имају троје деце: Вајка (1988), Ботонда (1989) и Ченгеа (1994).
Након парламентарних избора 2006. године, када је Фидес други пут изгубио изборе, Ковер се заклео да неће ошишати косу док странка поново не буде у стању да формира владу. Након четири године, када је његова странка освојила двотрећинску већину мандата освојивши 52% гласова, Ковер се појавио са кратком косом на уводном заседању у свом шестом парламентарном мандату 14. маја 2010. године. У јануару 2017. Ковер је обријао своје бркове, који су били његов заштитни знак током целе политичке каријере.

## Контроверзни ставови и изјаве
Према писању Економских новина Ковер је рекао о брани Габчиково-Нађмарос : "Када је подигнута Габчиково-Нађмарос брана, словачка страна је брутално променила границе. Мађарска држава је тражила правно, а не војно решење, које би могло бити од користи у овој ситуацији".
У септембру 2013. Ласло Ковер је рекао у радио интервјуу да би дугорочно могао да представља парламент који би влади требало да пружи више извршне и законодавне власти у циљу ефикаснијег поступања са "свакодневним изазовима и спровођењем одлука путем декрета, без потребе да се усвајају чак и најдетаљнија правила. "  Такође је рекао за  Ехо ТВ да тренутна законодавна метода парламента "с непотребним детаљима" мора бити реформисана, "чиме се детаљни предлози остављају влади и истовремено се омогућава посланицима да имају више времена за надзор извршне власти". И Мађарска социјалистичка партија и изборни савез Е14 - ПМ позвали су Ковера да поднесе оставку због ових изјава. Јобик је саопштио да је "Коверова изјава указала на повратак ере Народне Републике Мађарске".
У децембру 2015. изазвао је бес због својих конзервативних погледа на родну равноправност. Његове речи "волели бисмо да наше кћери верују да највиши степен самоактуализације дају својим унуцима" изазвале су медијску олују и покренуле мимове на интернету.
У септембру 2019. године, на самиту посвећеном европским демографским изазовима, он је сугерисао да људи без деце "нису нормални" и изјавио да је "имати децу јавна ствар, а не приватна".

### Нирова сахрана
Јожеф Ниро је био популарни мађарски писац у тридесетим и четрдесетим годинама и свештеник и политичар повезан са фашизмом и антисемитизмом. Године 2012. Ковер је покушао да се остаци Нироа преселе из Мадрида, где је његов пепео покопан 1953. године, у његово родно место Одорхеју Секујеск у Трансилванији. Сахрана је првобитно планирана за 27. мај, али је румунска влада забранила тај потез. Премијер Румуније Виктор Понта рекао је да Румунија одбија да одаје почаст на свом тлу људима познатим по антисемитском, анти-румунском и профашистичком понашању. Уместо поновног сахрањивања уприличена је мала екуменска служба за писца. Свечаности су присуствовали руководство Јобик партије, и мађарски државни секретар за културу Геза Шоћ и председник мађарског парламента Ласло Ковер. Ковер се жалио да је румунска влада "нецивилизована", "параноична", "хистерична", "варварска", и да ће људи "који имају синове чијег се пепела плаше", бити "победници". Најавио је да ће Нира сахранити на овај или онај начин и да су његов пепео прокријумчарили у земљу. Владине власти претражиле су возила како би осигурале да урна не буде сахрањена на церемонији, али њена локација и даље остаје непозната.
Добитник Нобелове награде и преживели логораш Ели Визел у писму Коверу је рекао да је бесан што је Ковер учествовао на церемонији у част писцу који је био одани члан мађарске десничарске Владе националног јединства током Другог светског рата, а чин који је предложио одражава спремност власти да се позабави мрачном прошлошћу земље. "Сматрао сам нечувеним да председник мађарске Народне скупштине може да учествује на церемонији у част мађарског и фашистичког идеолога ", написао је Визел. У додатном протесту, Визел је вратио Велики крст, награду мађарске владе коју је добио 2004. године.
Ковер је у свом одговору на писмо Визелу изјавио да су амерички, британски и совјетски генерали у Савезничкој контролној комисији тај закључак одредили 1945. и 1947, када су два пута одбили да изруче прогнаног писца на захтев новог мађарског комунистичког министра унутрашњих послова, Ниро није ратни злочинац, ни фашиста, нити антисемита. Такође је споменуо да је влада Николајеа Чаушескуа третирала Нира као добро препознатог писца и осигурала пензију за његову удовицу током 1970-их. Ковер је цитирао мађарски јеврејски научни преглед ( Либанон ), где су те новине навеле да се у Нировим књижевним делима не могу наћи ни нацистички идеали, ни облици антисемитизма . Ниро, мађарски писац рођен у Трансилванији, заслужује поштовање не због његових - иако безначајних, али сигурно трагично погрешних - политичких активности, већ његових књижевних дела, написао је тада Ковер.
Председник Кнессета Ривлин Реувен рекао је Коверу да није добродошао у Израел, рекавши да је влада Израела „шокирана“ што је изабрао да учествује у догађају којим се слави Ниро. "Шокирани смо извештајима које смо добили о томе да сте изабрали да учествујете у догађају којим се слави антисемитски писац Јожеф Ниро," написао је Ривлин, "Радећи на тај начин отворено сте прогласили своју идентификацију са човеком чија је странка, као део мађарског руководства, сарађивала са нацистичким убицама у извршавању њиховог плана за уништавање јеврејског народа". Реувен је такође рекао: "Особа која је учествовала у таквој церемонији не може учествовати у догађају који слави човека попут Раула Валенберга, праведног међу народима, симбола човечанства, који је спасио Јевреје, ризикујући свој живот, и који служи као пример борбе против нациста и њихових сарадника с којима сте се одлучили поистоветити".

### Хомофобни коментари
У говору на Метрополитанском универзитету у Будимпешти, одржаном 15. маја 2019. године, Ковер је рекао да би жеља хомосексуалних људи да усвоје децу могла да се упореди са педофилијом, јер су "обоје против интереса деце". Коверове речи оштро су осудиле опозиција, странке левице и центра и ЛГБТ асоцијација: Тимеа Шабо ( Дијалог за Мађарску ) је изјаву описао као „срамотну“, док је независни посланик Бернадет Шел оптужио Фидес да „удаљава крајњу десницу без икаквих инхибиција више“. Демократска коалиција је чак описала Ковера као "политичког злочинца" и изјавила да њихови посланици више неће учествовати у поздрављању председавајућег док улази у Скупштину.
Коверове речи такође су осудили политиколог Золтан Лакнер и немачки амбасадор у Мађарској.